# Norman Granz
Norman Granz (ur. 6 sierpnia 1918 w Los Angeles, zm. 22 listopada 2001 w Genewie) – amerykański impresario jazzowy, producent muzyczny, twórca Jazz at the Philharmonic, założyciel wytwórni płytowych: Clef, Norgran, Down Home, Verve i Pablo. Aktywny zwolennik integracji rasowej.

Oscar Peterson: Nie jest ani wykonawcą, ani kompozytorem, ani nawet muzykiem, ale Norman Granz to w istocie sam Mr Jazz.

## Życiorys
Jego rodzicami byli żydowscy emigranci z mołdawskiego Tyraspolu. Po bankructwie ich firmy podczas wielkiego kryzysu, podejmował różne prace zarobkowe, żeby opłacić studia na Uniwersytecie Kalifornijskim (UCLA). Odbywszy służbę wojskową, pracował jako montażysta w wytwórni filmowej Metro Goldwyn Mayer. Będąc wielbicielem jazzu (i kolekcjonerem płyt), namówił Billy’ego Berga, właściciela znanego w Los Angeles klubu „The Trouville”, żeby w niedzielne wieczory pozwolił mu organizować jam sessions. Mimo że występował w roli petenta, postawił Bergowi warunek, żeby ten zniósł zakaz wstępu do klubu czarnej klienteli.
Jam sessions zyskały dużą popularność, co skłoniło Granza do zorganizowania koncertu w wynajętej (po części za pożyczone pieniądze) sali miejscowej filharmonii. Koncert pn. „Jazz at the Philharmonic” odbył się w niedzielne popołudnie 2 lipca 1944 i odniósł nadzwyczajny sukces. Był to początek cyklu imprez JATP, które rychło przekształciły się w wielkie przedsięwzięcie, skupiające największe gwiazdy jazzu i trwające przez kilka dziesięcioleci.
Granz prawie natychmiast zaczął rejestrować koncerty JATP, stając się pionierem nagrywania „live”. Początkowo odpłatnie użyczał nagrań firmom fonograficznym, ale w 1946 sam podjął działalność wydawcy. Założył bowiem wytwórnię płytową Clef Records. W 1953 powołał kolejną – Norgran Records, aby w 1956 połączyć je w słynną i ogromnie zasłużoną dla fonografii jazzowej – Verve. O rynkowej pozycji firmy świadczy fakt, że w 1961 Granz sprzedał ją koncernowi MGM za 2,5 mln USD.
Granz był pierwszym jazzowym milionerem. Zawsze dbał o współpracujących z nim artystów, zapewniając im wysokie kontrakty i najlepsze warunki pracy. W zamian żądał tylko jednego: gry na najwyższym poziomie. Kiedyś, po jednym z pojedynków na wysokie tony, toczonym na koncercie przez trębaczy, Dizzy’ego Gillespiego i Roya Eldridge’a, powiedział: „Lubię, kiedy moi muzycy prywatnie są przyjaciółmi, ale na scenie chcę krwi”.
W 1959 przeprowadził się do Genewy w Szwajcarii, ale nadal kierował organizacją tras koncertowych JATP, będąc jednocześnie menedżerem Elli Fitzgerald, Oscara Petersona i Joe Passa. Zainteresował się wówczas malarstwem, stając się kolekcjonerem obrazów Pabla Picassa. W 1973 założył w Kalifornii kolejną wytwórnię fonograficzną – Pablo Records, która nagrywała i wydawała płyty najwybitniejszych artystów jazzowych i bluesowych. W jej katalogu znalazło się ponad 350 tytułów, zanim w 1987 sprzedał ją firmie Fantasy Records.
Zmarł 22 listopada 2001 w Genewie w wyniku komplikacji spowodowanych chorobą nowotworową.

## Orędownik integracji rasowej
Granz od początku swojej działalności otwarcie występował przeciwko segregacji rasowej, tocząc batalie o równouprawnienie czarnych artystów, którzy stanowili większość wśród związanych z nim muzyków. Odmawiał występów w salach, w których na widowni obowiązywał podział rasowy. W 1947 wskutek zerwanych przez siebie z tego powodu umów stracił 100 000 USD. Był pierwszym menedżerem, który zorganizował na Południu Stanów Zjednoczonych integracyjne koncerty taneczne. W 1955 w Houston własnoręcznie usunął z widowni tablice z napisami: „Biali” i „Murzyni”. Choć zapłacił grzywnę w wysokości 2 000 USD, osiągnął cel, doprowadzając do występu (jednego z zaplanowanych dwóch) swojego zespołu.

## Nagrody
Nie było ich wiele. Wyprodukowany przez Granza krótkometrażowy film dokumentalny Jammin' The Blues w reż. Gjona Mili, uzyskał w 1944 nominację do nagrody Oscara. W 1994 The National Academy of Recording Arts and Sciences przyznała mu Grammy za całokształt osiągnięć. Granz jednak odmówił przyjęcia nagrody, stwierdzając: „Chyba trochę się spóźniliście”.

## Nagrywali dla Granza
M.in.: Cannonball Adderley, Toshiko Akiyoshi, Louis Armstrong, Louie Bellson, Count Basie, Ray Brown, Red Callender, Benny Carter, Buck Clayton, Nat „King” Cole, John Coltrane, Paulinho Da Costa, Eddie „Lockjaw” Davis, Buddy DeFranco, Harry „Sweets” Edison, Roy Eldridge, Duke Ellington, Herb Ellis, Bill Evans, Ella Fitzgerald, Stan Getz, Dizzy Gillespie, Stéphane Grappelli, Lionel Hampton, Coleman Hawkins, Johnny Hodges, Billie Holiday, Milt Jackson, Illinois Jacquet, J.J. Johnson, Hank Jones, Jo Jones, Barney Kessel, Gene Krupa, Shelly Manne, Modern Jazz Quartet, Thelonious Monk, Gerry Mulligan, Fats Navarro, Anita O’Day, Charlie Parker, Joe Pass, Les Paul, Oscar Peterson, Bud Powell, Buddy Rich, Zoot Sims, Charlie Shavers, Willie Smith, Sonny Stitt, Art Tatum, Clark Terry, Mel Tormé, Big Joe Turner, Sarah Vaughan, Ben Webster i Mary Lou Williams, Teddy Wilson, Lester Young.